# تماسيح الشكل
تماسيح الشكل (Crocodyloidea) هي فصيلة عليا من التمساحيات تطورت في فترة الطباشيري المتأخر. تم تعريفها كتمساح النيل (Crocodylus niloticus) وجميع التمساحيات هي أكثر ارتباطًا بتمساح النيل أكثر من كل من القاطور الأمريكي (Alligator mississippiensis) والجاڤيال (Gavialis gangeticus).